# ハーン・ダウラーン

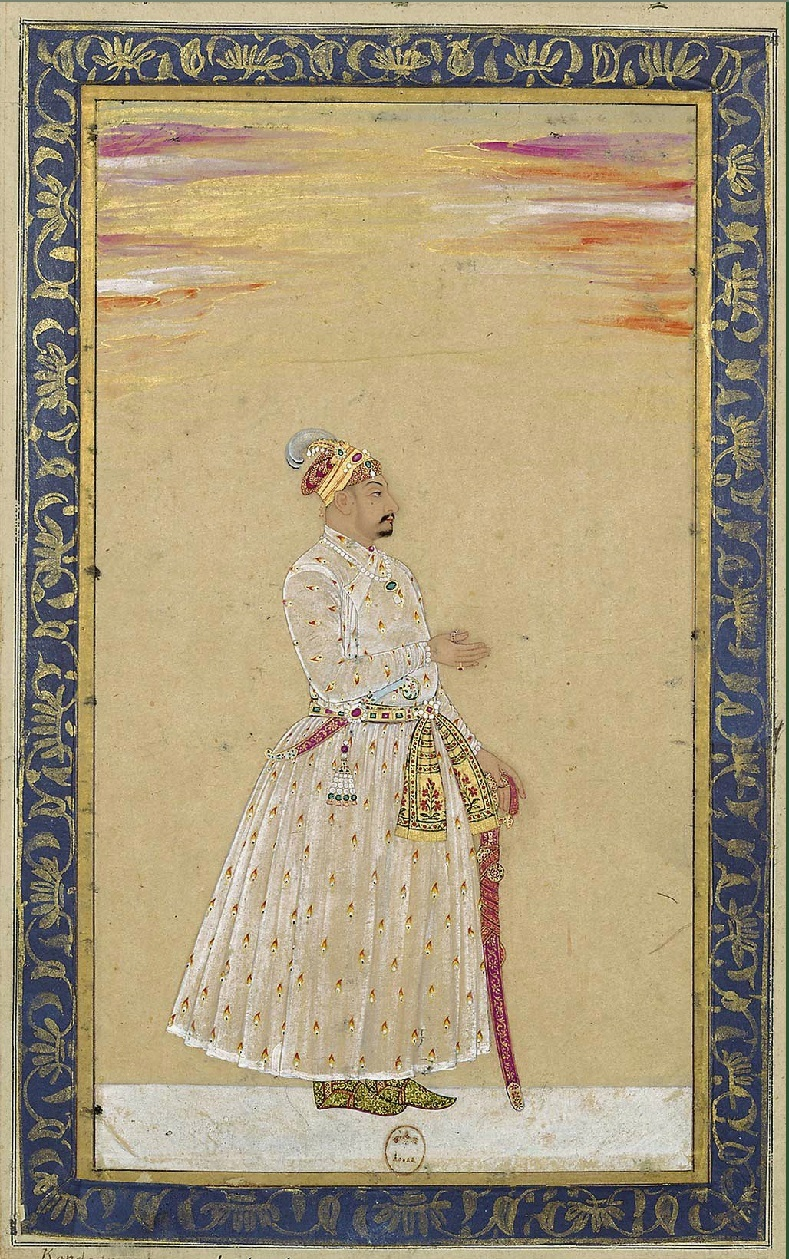
ハーン・ダウラーン

ハーン・ダウラーン（Khan Dauran, 生年不詳 - 1739年2月24日）は、北インド、ムガル帝国の政治家・武将。軍務大臣（ミール・バフシー）でもある。フワージャ・アシーム（Khwaja Asim）、サムサーム・ウッダウラ（Samsam ud-Daula）とも呼ばれる。
カルナールの戦いにおいて、ハーン・ダウラーンは軍務大臣として主将を務めた。だが、奮戦むなしく弟のムザッファル・ハーン、息子3人（アリー・ハミード・ハーン、ムハタラム・ハーン、名称不明の一人）とともに戦死した。ただし、息子の一人フワージャ・アーシューラーだけは捕虜として生き残った。